# Eupithecia urbanata
Eupithecia urbanata là một loài bướm đêm trong họ Geometridae.